# Kárášjohka
Kárášjohka (en noruec i cooficialment: Karasjok; en finès: Kaarasjoki) és un municipi situat al sud-est del comtat de Finnmark, a Noruega. El municipi té 2.708 habitants (2015) i una superfície de 5452,94 km², i és per tant el segon municipi més extens del comtat.
El municipi de Kárášjohka es va establir l'1 de gener de 1866, amb el nom norueguitzat de Karasjok, quan se separà de l'antic municipi de Kistrand. En aquell moment, la població de Kárášjohka era de 515 persones. Les fronteres municipals no han canviat des d'aleshores.
El municipi és considerat el més fred de Noruega, amb mitjanes al gener de -17.1 °C, i és de fet on s'hi ha registrat la temperatura més baixa de Noruega, de -51,4 °C el gener del 1886.
Kárášjohka també es coneix per ser el centre de la cultura sami, amb diverses institucions destacades d'aquesta cultura, i la més important és el Sámediggi, el Parlament Sami. De fet, la majoria de la població parla l'idioma sami septentrional, i aquest és oficial juntament amb el noruec Bokmål.

## Etimologia
La primera part del topònim, káráš, significa en sami septentrional "plat de fusta", però si el topònim fos d'origen finès significaria "quelcom enganxós". La part final del nom és johka, que significa riu. Per tant, el topònim podria significar "plat de fusta del riu" o "quelcom enganxós del riu". El topònim en noruec del municipi, Karasjok, és la forma norueguitzada del topònim en sami septentrional.
L'únic nom oficial del municipi va ser Karasjok fins al 1990, quan va ser canviat a Kárášjohka-Karasjok. Va ser el tercer municipi de Noruega en oficialitzar el topònim en sami. El 2005 es va tornar a canviar la llei, fent que fos possible usar Kárášjohka o Karasjok segons es vulgui.

## Escut d'armes
L'escut d'armes és relativament modern. Se'ls va concedir el 27 de juny de 1986. L'escut és format per tres flames daurades de cinc puntes sobre un fons vermell. Les flames es van triar per a simbolitzar la gran importància del foc per als habitants originaris de la zona, els samis. El foc era molt important per a ells, ja que garantia la supervivència durant l'hivern, tot i que de vegades també podia suposar una amenaça, sobretot quant a les tendes de campanya i als grans boscos de pi. També era el punt on la gent es reunia i servia de defensa contra els perills i enemics. El nombre de tres flames també és simbòlic, ja que simbolitza els tres pobles que conviuen al municipi: els samis, els noruecs i els kven.

## Geografia
El municipi està situat al llarg de la conca del riu superior del riu Tana i els seus dos afluents. També inclou grans extensions de l'altiplà de Finnmark. La zona inclou nombrosos llacs, i el Čorotjávri és el més destacat. La vall del Tana, a diferència de l'altiplà, està coberta de boscos de pins i bedolls. La part sud del municipi forma part del Parc Nacional d'Øvre Anárjohka.

### Clima
Aquest municipi és especialment conegut dins l'Institut Meteorològic de Noruega pel seu clima extremadament fred. En aquesta part lluny del nord-est de Noruega, el clima és molt més continental i sec en comparació amb el clima costaner típic a Noruega.
Situat en una vall del riu altiplà de Finnmarksvidda, Kárášjohka ha registrat la temperatura més freda mai registrada oficialment a Noruega: -51,4 °C l'1 de gener de 1886. La temperatura més càlida mai registrada a l'estiu és de 32,4 °C. Al gener del 1999, que també hi va haver una onada d'aire fred, el registre de la temperatura "oficial " va ser de -51,2 °C, però extraoficialment es va registrar una temperatura de -56 °C. El mes més càlid registrat va ser al juliol de 1941, amb una mitjana (24 hores) de 17,9 °C; el mes més fred va ser el febrer del 1966 amb una mitjana de -27,1 °C.
| Dades climàtiques a Kárášjohka     | Dades climàtiques a Kárášjohka | Dades climàtiques a Kárášjohka | Dades climàtiques a Kárášjohka | Dades climàtiques a Kárášjohka | Dades climàtiques a Kárášjohka | Dades climàtiques a Kárášjohka | Dades climàtiques a Kárášjohka | Dades climàtiques a Kárášjohka | Dades climàtiques a Kárášjohka | Dades climàtiques a Kárášjohka | Dades climàtiques a Kárášjohka | Dades climàtiques a Kárášjohka | Dades climàtiques a Kárášjohka |
| Mes                                | gen                            | febr                           | març                           | abr                            | maig                           | juny                           | jul                            | ag                             | set                            | oct                            | nov                            | des                            | anual                          |
| ---------------------------------- | ------------------------------ | ------------------------------ | ------------------------------ | ------------------------------ | ------------------------------ | ------------------------------ | ------------------------------ | ------------------------------ | ------------------------------ | ------------------------------ | ------------------------------ | ------------------------------ | ------------------------------ |
| Màxima rècord °C (°F)              | 6.0 (42.8)                     | 5.1 (41.2)                     | 7.3 (45.1)                     | 11.0 (51.8)                    | 21.9 (71.4)                    | 31.4 (88.5)                    | 30.7 (87.3)                    | 28.7 (83.7)                    | 25.1 (77.2)                    | 13.4 (56.1)                    | 5.3 (41.5)                     | 5.2 (41.4)                     | 31.4 (88.5)                    |
| Màxima mitjana °C (°F)             | −11.5 (11.3)                   | −10.0 (14)                     | −4.2 (24.4)                    | 1.4 (34.5)                     | 7.4 (45.3)                     | 14.6 (58.3)                    | 17.7 (63.9)                    | 14.9 (58.8)                    | 9.2 (48.6)                     | 1.9 (35.4)                     | −5.0 (23)                      | −9.5 (14.9)                    | 2.2 (36)                       |
| Mitjana diària °C (°F)             | −17.1 (1.2)                    | −15.4 (4.3)                    | −10.3 (13.5)                   | −3.1 (26.4)                    | 3.8 (38.8)                     | 10.1 (50.2)                    | 13.1 (55.6)                    | 10.7 (51.3)                    | 5.3 (41.5)                     | −1.3 (29.7)                    | −9.4 (15.1)                    | −15.8 (3.6)                    | −2.4 (27.7)                    |
| Mínima mitjana °C (°F)             | −23.2 (−9.8)                   | −21.6 (−6.9)                   | −16.6 (2.1)                    | −8.8 (16.2)                    | −0.7 (30.7)                    | 5.4 (41.7)                     | 8.2 (46.8)                     | 6.1 (43)                       | 1.5 (34.7)                     | −4.8 (23.4)                    | −14.0 (6.8)                    | −21.1 (−6)                     | −7.5 (18.5)                    |
| Mínima rècord °C (°F)              | −51.4 (−60.5)                  | −42.3 (−44.1)                  | −40.1 (−40.2)                  | −33.2 (−27.8)                  | −16.7 (1.9)                    | −3.4 (25.9)                    | −1.1 (30)                      | −9.2 (15.4)                    | −11.3 (11.7)                   | −30.4 (−22.7)                  | −37.0 (−34.6)                  | −47.2 (−53)                    | −51.4 (−60.5)                  |
| Precipitació mitjana mm (polzades) | 18 (0.71)                      | 13 (0.51)                      | 14 (0.55)                      | 15 (0.59)                      | 23 (0.91)                      | 42 (1.65)                      | 71 (2.8)                       | 58 (2.28)                      | 40 (1.57)                      | 33 (1.3)                       | 22 (0.87)                      | 17 (0.67)                      | 366 (14.41)                    |
| Mitjana de dies de pluja           | 2                              | 2                              | 1                              | 1                              | 2                              | 4                              | 6                              | 5                              | 4                              | 3                              | 3                              | 1                              | 39                             |
| Mitjana de dies de neu             | 3                              | 2                              | 4                              | 4                              | 3                              | 1                              | 0                              | 0.1                            | 2                              | 3                              | 4                              | 5                              | 31.1                           |
| Humitat relativa mitjana (%)       | 74                             | 73                             | 72                             | 72                             | 69                             | 66                             | 67                             | 76                             | 81                             | 82                             | 81                             | 79                             | 74                             |
| Percentage d'hores de sol          | 2.0                            | 8.6                            | 12.8                           | 18.0                           | 23.2                           | 24.0                           | 23.2                           | 20.0                           | 14.3                           | 10.0                           | 5.0                            | 2.0                            | 13.6                           |
| Font: Weatherbase                  |                                |                                |                                |                                |                                |                                |                                |                                |                                |                                |                                |                                |                                |

### Avifauna
La fauna que es troba en aquest municipi és característica de la regió. Els hàbitats interiors del Finnmarksvidda són coneguts per la seva rica vida de les aus, amb espècies com la cotxa blava en àrees de matolls. El riu Tana també flueix a través de Kárášjohka i moltes de les espècies que es troben a les zones més altes l'utilitzen com una ruta de migració.

## Turisme
Les principals atraccions del municipi són el Parlament Sami, el museu Sami, i la vella església de Kárášjohka, que data de 1807. El Parlament Sami es va inaugurar el 1989 pel rei Olav V. El primer president del parlament Sami va ser Ole Henrik Magga, de Guovdageaidnu. Va ser el president més de vuit anys. L'Església Vella de Kárášjohka és l'església luterana més antiga del comtat de Finnmark, i l'únic edifici al municipi que va sobreviure als danys de la Segona Guerra Mundial. L'església és avui massa petita, de manera que en van fer una altra de nova, més gran i de fusta, inspirada en l'arquitectura sami. Kárášjohka és també un lloc indicat per a observar la duodji, l'artesania sami.